# Општина Бучинишу (Олт)
Бучинишу (рум. Bucinişu) општина је у Румунији у округу Олт.
Oпштина се налази на надморској висини од 111 m.